# Susanne Gaschke
Susanne Gaschke (ur. 19 stycznia 1967 w Kilonii) – dziennikarka i pisarka niemiecka. Pracuje w hamburskim tygodniku Die Zeit. W 1993 roku napisała dysertację o literaturze dziecięcej. Żona polityka SPD Hansa-Petera Bartelsa, ma z nim dziecko.

## Twórczość
- Die Emanzipationsfalle (2005)
- Die Erziehungskatastrophe (2001)